# Arrenurus elevatus
Arrenurus elevatus är en kvalsterart som först beskrevs av Marshall 1914.  Arrenurus elevatus ingår i släktet Arrenurus och familjen Arrenuridae. Inga underarter finns listade i Catalogue of Life.